# Эффект первого впечатления
Эффе́кт пе́рвого впечатле́ния — мнение о человеке, которое сформировалось у субъекта в первые минуты при первой встрече. Влияет на дальнейшую оценку деятельности и личности этого человека.
Этот эффект позволяет выносить быстрое и обобщенное впечатление о вновь встреченном человеке и использовать это впечатление для построения дальнейшего общения. Первое впечатление может формироваться субъектом намеренно или непроизвольно. Факторами этого впечатления могут выступать особенности внешнего облика и поведения человека, о котором субъект формирует мнение. Первое впечатление зависит в большой степени и от личностных особенностей самого воспринимающего субъекта и поэтому может быть более обобщённым или конкретным, исчерпывающим или поверхностным, доброжелательным или негативным и т. д.
Эффект первого впечатления причисляют также к ряду ошибок, часто совершаемых исследователями при использовании метода наблюдения наряду с эффектом ореола, эффектом снисхождения, эффектом центральной тенденции, логической ошибкой, эффектом порядка, эффектом контраста, профессиональными, этническими и поло-ролевыми стереотипами.